# Pedro Gutiérrez Alfaro
Pedro Antonio Gutiérrez Alfaro (Caracas, 29 de julio de 1899 - Madrid, 25 de agosto de 1960) fue un médico obstetra y político venezolano.

## Carrera
Fue uno de los fundadores del Centro Médico de Caracas, siendo incorporado a la Academia Nacional de Medicina como Individuo de Número, Sillón X, en 1932. Fue hijo del famoso músico y compositor Pedro Elías Gutiérrez y de Laura Alfaro. Estudió primaria y secundaria en el "Colegio Francés" de la ciudad de Caracas. Siguió la carrera médica en la Escuela de Medicina Privada creada por Luis Razetti y Francisco Antonio Rísquez a causa del cierre de la Universidad Central de Venezuela entre 1915 y 1920. Posteriormente asiste a la Maternidad Baudelocque y a la Clínica Tarnier en la ciudad de París, Francia, diplomándose como partero-ginecólogo.
Trabajó en el servicio de obstetricia del Hospital Vargas y en la Maternidad "Concepción Palacios", ambos en la ciudad de Caracas. Junto con José Castillo, Gutiérrez Alfaro realizó en 1922 por primera vez con éxito en Venezuela una pielografía ascendente.

## Vida Política
Amigo personal de Marcos Pérez Jiménez, participa en la fundación del Frente Electoral Independiente y es nombrado Ministro de Sanidad y Asistencia Social en sustitución de Raúl Soulés Baldó. Como Ministro, colaboró intensamente con la Sociedad de Obstetricia y Ginecología de Venezuela, especialmente en la realización de la Primera Reunión Nacional en 1952 y del Primer Congreso Venezolano de Obstetricia y Ginecología en 1955. Logró que el Gobierno editase los gruesos volúmenes de las memorias del Primer Congreso Mundial de la Asociación Internacional de Fertilidad, efectuado en Nueva York en 1953, al cual envió representantes venezolanos. También envió delegados al Primer Congreso Mundial de Ginecología y Obstetricia en Ginebra (Suiza), en 1954 y al Segundo Congreso de la Asociación Internacional de Fertilidad en Nápoles, Italia, en 1956.

## Últimos años
A la caída del régimen de Pérez Jiménez debió exiliarse en Madrid, España, ciudad donde falleció el 25 de agosto de 1960. Sus restos fueron posteriormente exhumados y traídos al Cementerio General del Sur de su ciudad natal el 17 de octubre de 1969.